# 科辰峰
46°48′47.2″N 10°10′36.2″E / 46.813111°N 10.176722°E
科辰峰（Piz Cotschen），是瑞士的山峰，位於該國東南部，由格勞賓登州負責管轄，屬於錫爾夫雷塔阿爾卑斯山脈的一部分，海拔高度3,031米，每年平均降雨量1,367毫米。